# Lee Won-Hee
Lee Won-Hee (en coreano: 이원희; 19 de julio de 1981) es un deportista surcoreano que compitió en judo.

## Trayectoria deportiva
Participó en los Juegos Olímpicos de Atenas 2004, obteniendo una medalla de oro en la categoría de –73 kg. En los Juegos Asiáticos de 2006 consiguió una medalla de oro.
Ganó una medalla  de oro en el Campeonato Mundial de Judo de 2003, y una medalla de oro en el Campeonato Asiático de Judo de 2003.
| Juegos Olímpicos    | Juegos Olímpicos     | Juegos Olímpicos | Juegos Olímpicos |
| Año                 | Lugar                | Medalla          | Categoría        |
| ------------------- | -------------------- | ---------------- | ---------------- |
| 2004                | Atenas (Grecia)      | Medalla de oro   | –73 kg           |
| Campeonato Mundial  |                      |                  |                  |
| Año                 | Lugar                | Medalla          | Categoría        |
| 2003                | Osaka (Japón)        | Medalla de oro   | –73 kg           |
| Juegos Asiáticos    |                      |                  |                  |
| Año                 | Lugar                | Medalla          | Categoría        |
| 2006                | Doha (Catar)         | Medalla de oro   | –73 kg           |
| Campeonato Asiático |                      |                  |                  |
| Año                 | Lugar                | Medalla          | Categoría        |
| 2003                | Jeju (Corea del Sur) | Medalla de oro   | –73 kg           |

## Filmografía
| Año  | Título      | Canal | Notas               |
| ---- | ----------- | ----- | ------------------- |
| 2015 | Running Man | SBS   | Episodios 271 y 272 |